# Letiště Bukurešť-Aurel Vlaicu
Mezinárodní letiště Aurela Vlaicua (IATA: BBU, ICAO: LRBS) se nachází ve hlavním městě Rumunska Bukurešti, v její části Băneasa. Po letišti Otopeni je to druhé největší letiště v Bukurešti a jedno z největších v Rumunsku.

## Historie
První letadlo zde odstartovalo v roce 1909.
V roce 1912 zde zahájila provoz rumunská národní letecká společnost Air League.

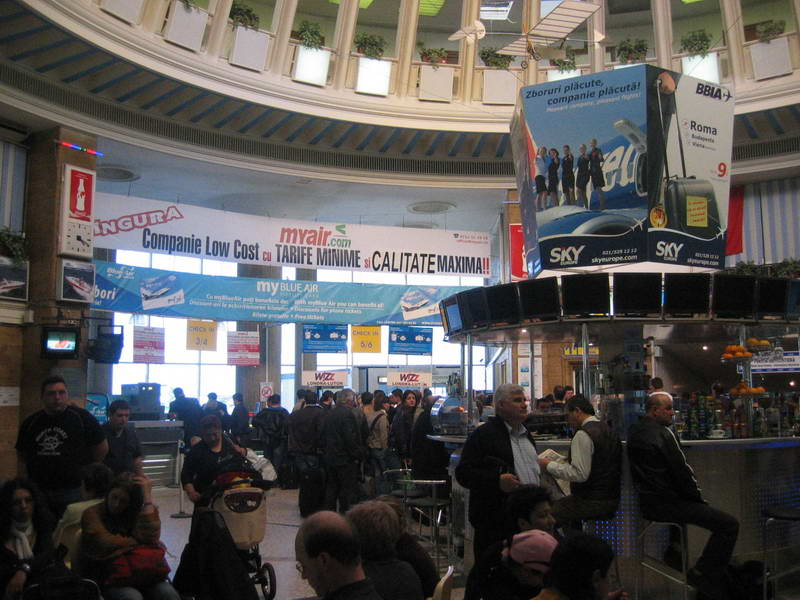
Interiér letiště Băneasa

Po roce 1912 zde vznikla první letecká škola a celé letiště bylo značně rozšířeno.

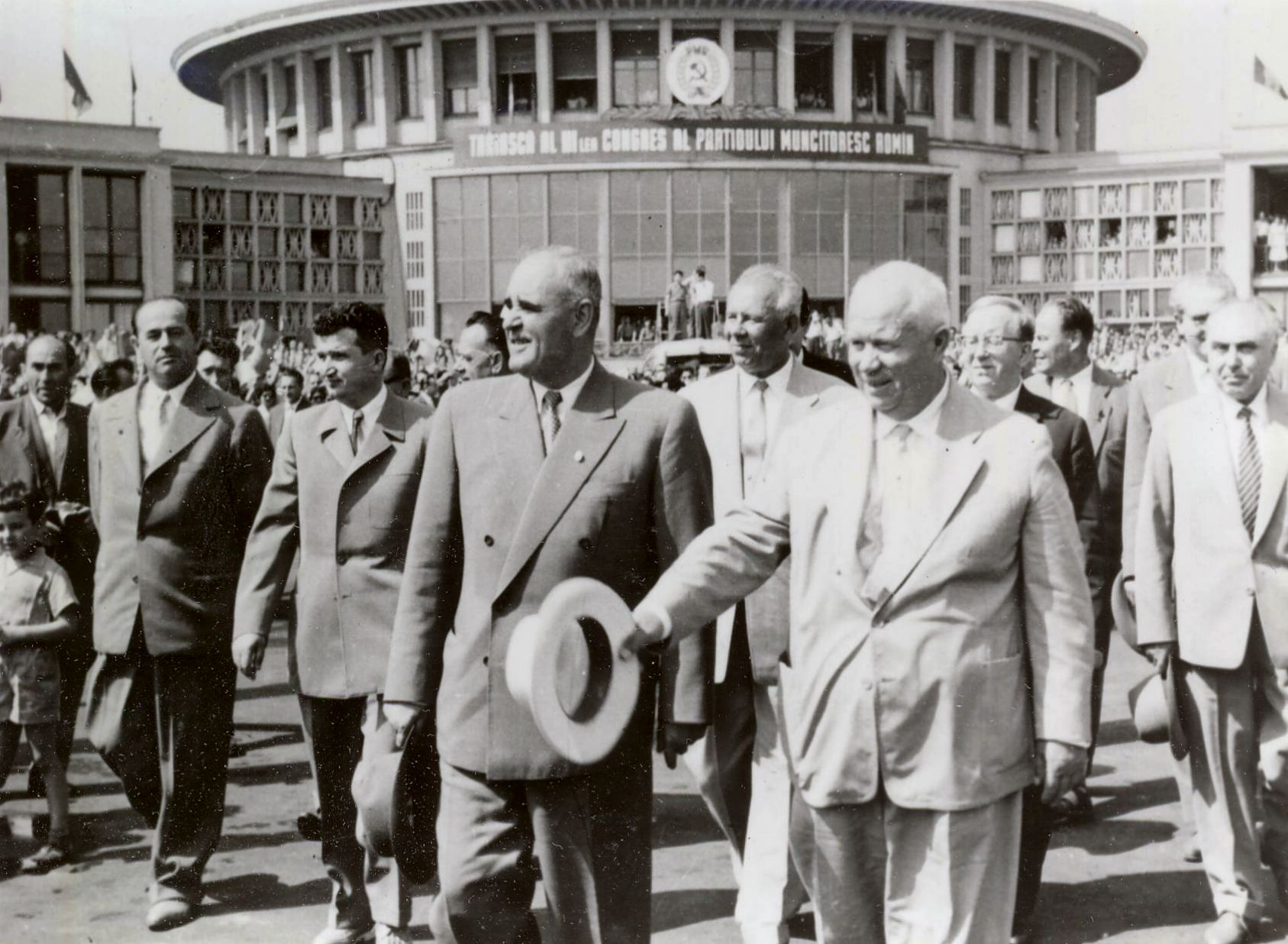
Historická fotografie

22. listopadu 1922 došlo k prvnímu mezinárodním letu z Evropy do Asie na trase Paříž – Štrasburg – Praha – Vídeň – Bukurešť – Konstantinopol – Bejrút.
Mezi lety 1925-1929 zde byly zavedeny první pravidelné mezinárodní spoje. V roce 1930 uzavřelo Rumunsko smlouvu s Polskem a Československem, že přispějí na rozvoj letiště Băneasa. V následujících letech se letiště dále rozvíjelo.
V současné době letiště prochází rozsáhlým programem renovace.

## Vybavení a vzhled
Všechny lety jsou kontrolní věží s radarem naváděny na jednu přistávací dráhu o délce 3190 metrů. Letiště je vybaveno dvěma terminály s moderním vybavením. K dispozici jsou zde dvě velká parkoviště a hotel.